# Mary Ann Bickerdyke
Mary Ann Bickerdyke, född 19 juli 1817 i Knox county i Ohio, död 8 november 1901, även känd som Mother Bickerdyke, var sjukhusadministratör för Nordstaternas soldater under amerikanska inbördeskriget.
I början av kriget arbetade hon tillsammans med Mary J. Safford på ett fältsjukhus vid Fort Donelson. Senare tjänstgjorde hon på den första sjukhusbåten. Under kriget avancerade hon till posten som huvudansvarig för sjuksköterskorna under general Ulysses S. Grant, och tjänstgjorde bland annat vid slaget vid Vicksburg. Hon gjorde sig känd som nitisk i sitt kall och lät inte militär praxis stå i vägen när hon ansåg att något behövde göras. Det gjorde henne populär bland soldaterna som kallade henne "mother Bickerdyke". 
När kriget var slut hade Bickerdyke, med hjälp från United States Sanitary Commission, byggt 300 sjukhus och hjälpt de skadade vid 19 slagfält. Hennes popularitet gjorde att hon vid krigsslutet, på general William Tecumseh Shermans begäran, åkte i täten för femtonde armékåren vid den stora segerprocessionen i Washington, D.C.
Efter kriget arbetade hon för Frälsningsarmén i San Francisco. Hon blev advokat och hjälpte krigsveteraner med juridiska frågor. Hon har hedrats för sina insatser genom att få en krater på Venus uppkallad efter sig.